# Rodolfo Lanciani
Rodolfo Lanciani (Róma, 1845. január 1. – Róma, 1929. május 22.) olasz régiségtudós.

## Élete
A híres Rossi tanár tanítványa volt, s 1867-ben Visconti Lajos Károly herceggel együtt az ostiai ásatásokat vezette. Ezután, részint személyesen, részint közvetve, Lanciani intézte és vezette az összes római és latiumi ásatásokat, s különösen nagy érdemeket szerzett a régi Róma topográfiájának és műemlékeinek rekonstruálásában. Hosszas tanulmányainak és kutatásainak eredménye a Forma urbis Romae, melyet a Lincei akadémia adott ki 46 nagy lapon, a szövege: Storia degli scavi di Roma dall' anno 800 al 1894-ben sajtó alatt volt. Lanciani, aki a római egyetem tanára volt, több külföldi tudós társaságnak, s egyúttal a Magyar Tudományos Akadémiának is kültagja.

## Egyéb művei
- Pagan and Christian Rome (Boston 1892)
- Guida del Palatino (Róma 1876)
- I commenti di Frontino sulle acque e sugli acquedotti (uo. 1880)
- Rome in the light of recent excavations, stb.; szerkeszti a Notizie degli scavi és a Bulletino della commiss. archeologica címü folyóiratokat is[7]
- Atti dell' Accademia di' Lincei
- Annali dell' Istituto, stb.

## Magyar nyelvű fordítások
- A régi Róma, a legújabb ásatások megvilágításában; ford. Lubóczi Zsigmond, Hampelné Pulszky Polyxena; Akadémia, Bp., 1894 (A Magyar Tudományos Akadémia Könyvkiadó Vállalata. U. F.)